# Бошко миш и Бошко човек
„Бошко миш и Бошко човек“ је југословенски филм из 1986. године. Режирао га је Владимир Момчиловић, а сценарио је писао Гордан Михић.

## Улоге
| Глумац           | Улога |
| ---------------- | ----- |
| Оливера Марковић |       |